# SIAE Music Awards 2023
La 1ª edizione dei SIAE Music Awards si è tenuta il 25 novembre 2023 presso il Superstudio di Milano.
La premiazione è stata condotta da Alessandro Cattelan e sotto la direzione artistica e la produzione de LaTarma Entertainment. Le candidature dei brani «più ascoltati, ballati, cantati, riprodotti» nel corso del 2022 sono state annunciate il 15 novembre 2023. Nel corso della premiazione sono stati assegnati due premi per i live a Vasco Rossi e Claudio Baglioni.

## Antefatti
Nel 2023 la Società Italiana degli Autori ed Editori annuncia la prima edizione dei SIAE Music Award, manifestazione volta a celebrare autori ed editori italiani per i brani di maggior successo dell'anno nel corso della Milano Music Week, prendendo in riferimento gli ASCAP Award, Ivor Novello Awards, Grands Prix Sacem. Nel corso della premiazione vengono assegnati anche due premi per i concerti. Le candidature si basano si basano sulle rilevazioni dei consumi di musica certificati da SIAE e delle royalties distribuite e pagate nel corso dell'anno.

## Vincitori e candidati
Le candidature sono state annunciate il 16 novembre 2023. I vincitori sono stati annunciati il 25 novembre 2023.

### Premi per autori e compositori
Canzone Club
- Mi fai impazzire –  Autori: Riccardo Fabbriconi, Sfera Ebbasta, Greg Willen, Michelangelo; Editori: Cupido, Eclectic Music Group, Eclectic Music Publishing, Music Union, Thaurus Publishing
  - Freed from Desire – Autori: Molella, Phil Jay, Gala; Editori: Mollyville Publishing, Wise Music Italy
  - L'amour toujours (I'll Fly with You) –  Autori: Gigi D'Agostino, Carlo Montagner, Paolo Sandrini, Diego Maria Leoni; Editori: Edizioni ZYX Music, Warner Music Publishing Italy
  - Notti in bianco –  Autori: Riccardo Fabbriconi, Davide Simonetta, Michelangelo; Editori: Eclectic Music Group, Eclectic Music Publishing, Music Union
  - Shakerando –  Autori: Rhove, Nassim Diane; Editori: Milano Ovest, Cafè Concerto

Canzone locali da ballo con musica live
- Afrodite –  Autori: Marco Puppi, Fabio Cozzani, Roberto Giacinto Pellegrino, Romeo Cattaneo; Editori: Two Music, Casanova Casanova, M. C. Harmony, Benvenuto Edizioni Musicali
  - Albachiara –  Autori: Vasco Rossi, Alan Taylor; Editori: Warner Chappell Music Italiana
  - Io vagabondo (che non sono altro) – Autori: Damiano Dattoli, Alberto Salerno; Editori: Universal Music Italia, EMI Music Italia
  - Sarà perché ti amo –  Autori: Daniele Pace, Pupo, Dario Farina; Editori: Universal Music Italia, Curci Edizioni, Abramo Allione Edizioni Musicali
  - Un'avventura –  Autori: Lucio Battisti, Mogol; Editori: Creazioni Artistiche Musicali, Universal Music Italia

Canzone locali con musica
- L'amour toujours (I'll Fly with You) –  Autori: Gigi D'Agostino, Carlo Montagner, Paolo Sandrini, Diego Maria Leoni; Editori: Edizioni ZYX Music, Warner Music Publishing Italy
  - Albachiara – Autori: Vasco Rossi, Alan Taylor; Editori: Warner Chappell Music Italiana
  - Certe notti – Autori: Luciano Ligabue; Editori: Fuoritempo, Sugar Music, Warner Chappell Music Italiana
  - Freed from Desire – Autori: Molella, Phil Jay, Gala; Editori: Mollyville Publishing, Wise Music Italy
  - Mi fai impazzire –  Autori: Riccardo Fabbriconi, Sfera Ebbasta, Greg Willen, Michelangelo; Editori: Cupido, Eclectic Music Group, Eclectic Music Publishing, Music Union, Thaurus Publishing

Canzone locali con musica live
- Albachiara – Autori: Vasco Rossi, Alan Taylor; Editori: Warner Chappell Music Italiana
  - Con il nastro rosa – Autori: Lucio Battisti, Mogol; Editori: Edizioni Musicali Acqua Azzurra
  - Nel blu, dipinto di blu – Autori: Domenico Modugno, Franco Migliacci; Editori: Curci Edizioni
  - Un'avventura – Autori: Lucio Battisti, Mogol; Editori: Creazioni Artistiche Musicali, Universal Music Publishing Ricordi
  - Via con me – Autori: Paolo Conte; Editori: Universal Music Publishing Ricordi

Canzone Radio
- Giovani Wannabe –  Autori: Riccardo Zanotti, Enrico Brun, Marco Paganelli, Giorgio Pesenti, Andrea Pisani; Editori: BMG Rights Management, Tuttomoltobenegrazie
  - Bellissima – Autori: Annalisa Scarrone, Davide Simonetta, Paolo Antonacci; Editori: Curci Edizioni, Eclectic Music Group, Eclectic Music Publishing, Warner Chappell Music Italiana
  - Brividi – Autori: Riccardo Fabbriconi, Alessandro Mahmoud, Michelangelo; Editori: Eclectic Music Group, Milotic, Eclectic Music Publishing, Music Union, Universal Music Publishing Ricordi
  - La ragazza del futuro – Autore: Cesare Cremonini, Davide Petrella, Alessandro Magnanini; Editori: Garage Days, Sugar Music, Universal Music Publishing Ricordi
  - Litoranea – Autori: Edoardo D'Erme, Davide Petrella, Gaetano Scognamiglio; Editori: Puro, Sogno Meccanico, Universal Music Publishing Ricordi

Canzone italiana all'estero
- I Wanna Be Your Slave – Autori: Damiano David, Victoria De Angelis, Thomas Raggi, Ethan Torchio; Editori: Sony Music Publishing Italy
  - Blue (Da Ba Dee) – Autori: Maurizio Lobina, Gianfranco Randone, Massimo Gabutti; Editori: GZ2538
  - I'm Good (Blue) – Autori: Maurizio Lobina, Gianfranco Randone, Massimo Gabutti, Camille Purcell, Philip Plested, David Guetta, Bebe Rexha; Editori: GZ2538, Dipiù, Sony Music Publishing Italy
  - Nessun dorma – Autori: Giacomo Puccini, Franco Alfano, Giuseppe Adami, Renato Simoni; Editori: Casa Ricordi
  - Ritmo – Autori: Checco DJ, Ann Lee, Giorgio Spagna, J Balvin (BMI), Will.i.am (BMI), Michael Gaffey (PRS), Peter Glenister (PRS), apl.de.ap (BMI); Editori: Extravaganza Publishing, BMG Rights Management, Cafè Concerto, Kobalt Music Publishing Italia, Peermusic Italy, Universal Music Publishing Ricordi, Warner Chappell Music Italiana

Canzone online
- Thunder – Autori: Andrea Di Gregorio, Alessandro Hueber, Gabry Ponte, Giorgio Prezioso, Marco Quisisana, Cristiano Cesario, Shady, Lorenzo Ohler (GEMA); Editori: Dance&Love, Dipiù, Music Life, Primus Tunes, Subside Records, The Saifam Group
  - Brividi – Autori: Blanco, Alessandro Mahmoud, Michelangelo; Editori: Eclectic Music Group, Milotic, Eclectic Music Publishing, Music Union, Universal Music Publishing Ricordi
  - Freed from desire – Autori: Molella, Phil Jay, Gala (PRS); Editori: Mollyville Publishing, Wise Music Italy
  - I'm Good (Blue) – Autori: Maurizio Lobina, Gianfranco Randone, Massimo Gabutti, Camille Purcell, Philip Plested, David Guetta, Bebe Rexha; Editori: GZ2538, Dipiù, Sony Music Publishing Italy
  - I Wanna Be Your Slave – Autori: Damiano David, Victoria De Angelis, Thomas Raggi, Ethan Torchio Editori: Sony Music Publishing Italy

Colonna sonora cinema
- La stranezza – Compositori: Emanuele Bossi, Michele Braga; Editori: Co.Gi., Emergency Music Italy, Edizioni Leonardi
  - Belli ciao – Compositori: Pivio & Aldo De Scalzi; Editori: Creuza, Curci Edizioni
  - Chi ha incastrato Babbo Natale? – Compositori: Umberto Scipione; Editori: Creazioni Artistiche Musicali
  - Diabolik – Compositori: Pivio & Aldo De Scalzi; Editori: Creuza, Curci Edizioni
  - Il colibrì – Compositori: Battista Lena Editori: Radio Fandango

Colonna sonora TV
- Sopravvissuti – Compositori: Stefano Lentini; Editori: Rai Com
  - Filumena Marturano – Compositori: Paolo Vivaldi, Alessandro Sartini; Editori: Bixio C.E.M.S.A.
  - Tutto per mio figlio – Compositori: Paolo Vivaldi; Editori: Rai Com
  - Una scomoda eredità – Compositori: Corrado Carosio, Pierangelo Fornaro; Editori: Bixio C.E.M.S.A.
  - Vincenzo Malinconico, avvocato d'insuccesso – Compositori: Giorgio Giampà; Editori: Rai Com

Autore audio streaming
- Riccardo Zanotti
  - Blanco
  - Ennio Morricone
  - Davide Petrella
  - Zef

Autore video streaming
- Davide Petrella
  - Rocco Hunt
  - Vasco Rossi
  - Riccardo Zanotti
  - Zef

### Premi live
Premio live concert
- Vasco Rossi

Premi live retical
- Claudio Baglioni